# Uno-X Pro Cycling Team (vrouwenwielerploeg)/2022
Deze pagina geeft een overzicht van de vrouwenwielerploeg Uno-X Pro Cycling Team in 2022.

## Algemeen
Teammanager: Jens Haugland
Ploegleiders: Kurt-Asle Arvesen, Lars Ytting Bak, Alexandra Greenfield, Arne Ensrud, Christian Andersen, Jesper Mørkøv, Leonard Snoeks, Stig Kristiansen
Fietsmerk:

## Renners

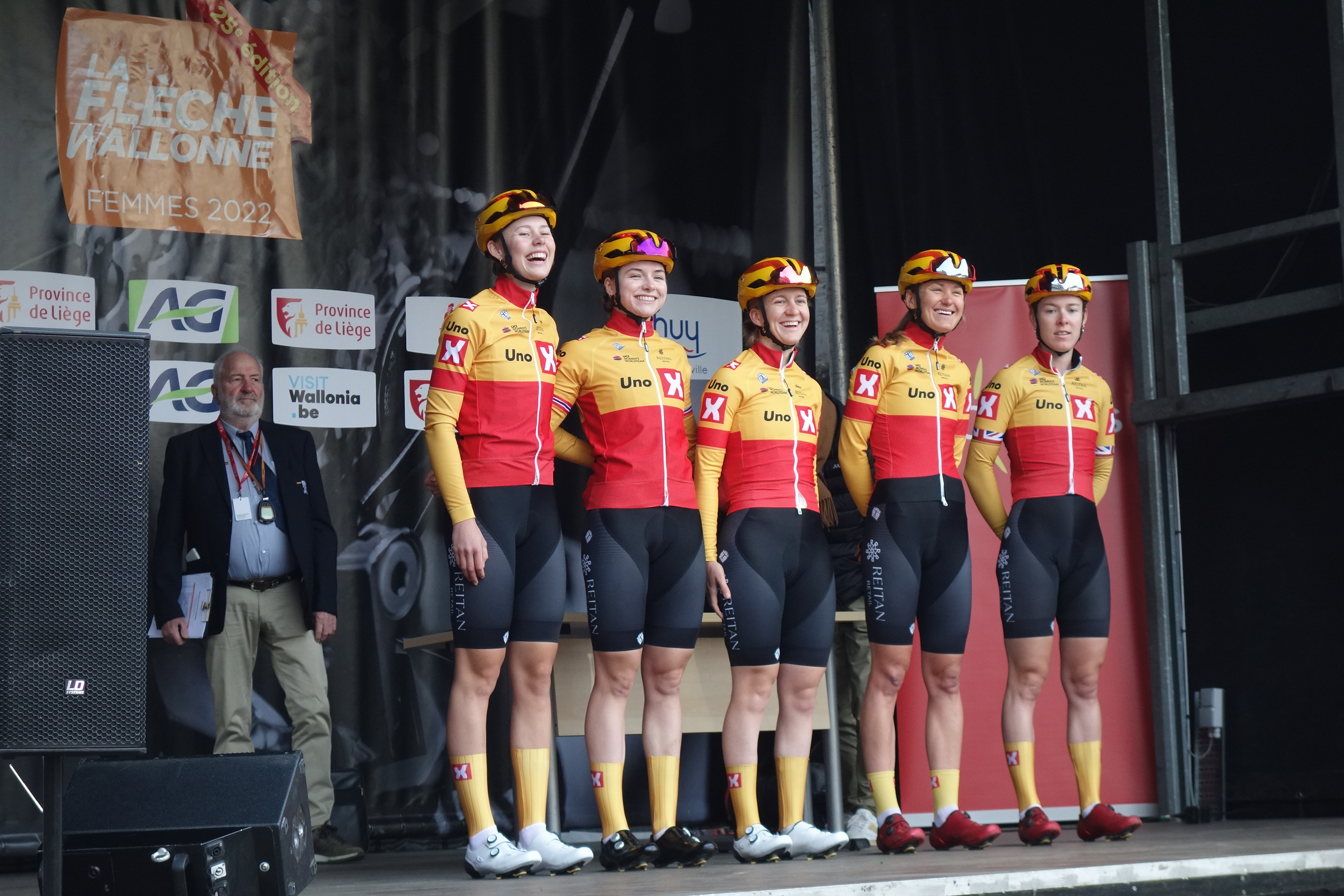
De ploeg in de Waalse Pijl 2022.

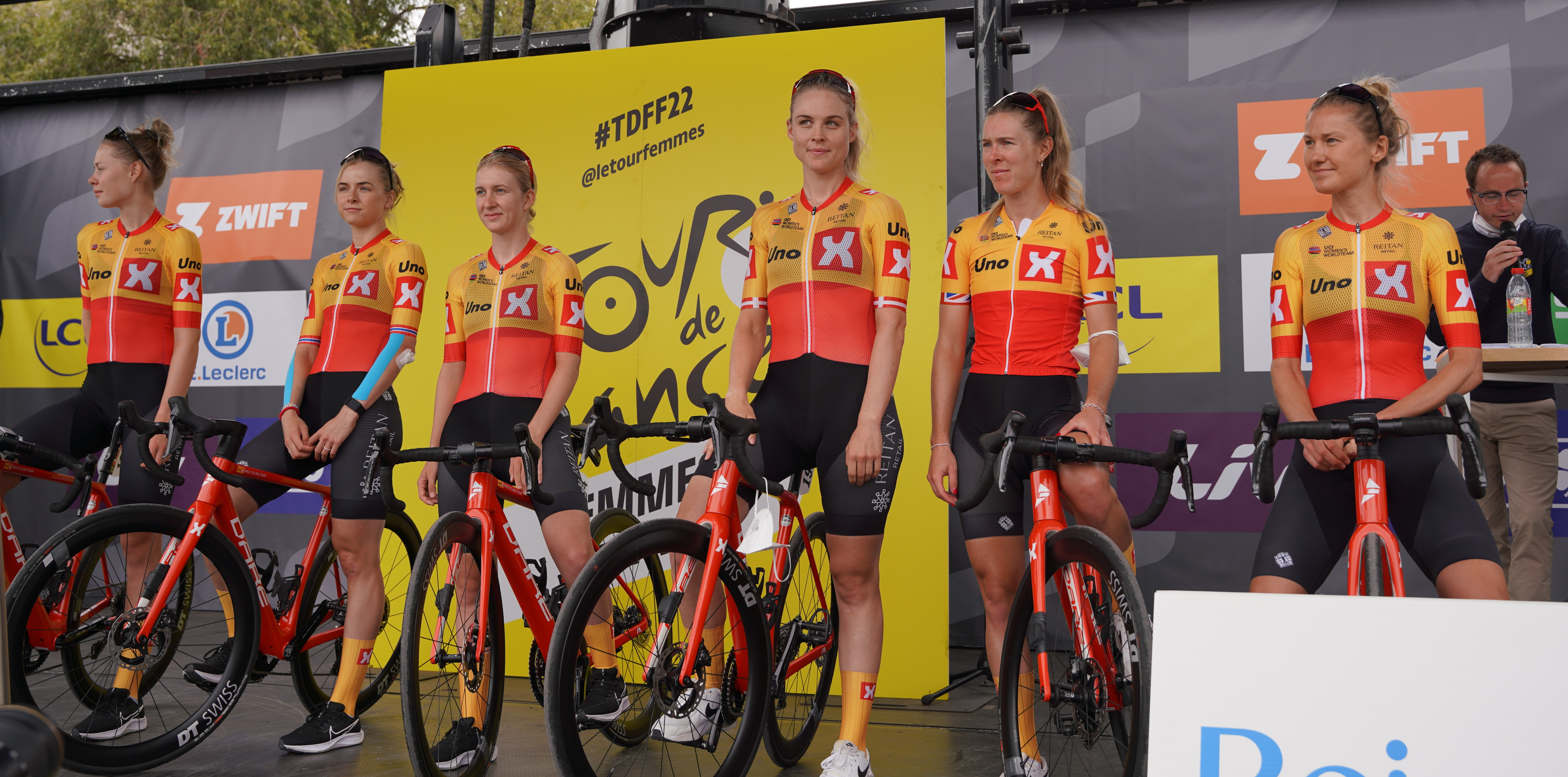
De ploeg in de Tour de France Femmes.

| Naam                  | Geboortedatum | Nationaliteit       | Ploeg 2021                       |
| --------------------- | ------------- | ------------------- | -------------------------------- |
| Anniina Ahtosalo      | 27-08-2003    | Finland             | -                                |
| Susanne Andersen      | 23-07-1998    | Noorwegen           | Team DSM                         |
| Elinor Barker         | 07-09-1994    | Verenigd Koninkrijk | -                                |
| Hannah Barnes         | 04-05-1993    | Verenigd Koninkrijk | Canyon-SRAM                      |
| Marte Berg Edseth*    | 06-10-1998    | Noorwegen           |                                  |
| Rebecca Koerner       | 22-09-2000    | Denemarken          | -                                |
| Julie Leth            | 13-07-1992    | Denemarken          | Ceratizit-WNT                    |
| Joscelin Lowden       | 03-10-1987    | Verenigd Koninkrijk | Drops-Le Col supported by Tempur |
| Hannah Ludwig         | 15-02-2000    | Duitsland           | Canyon-SRAM                      |
| Amalie Lutro          | 15-03-2000    | Noorwegen           | Coop-Hitec Products              |
| Wilma Olausson        | 09-04-2001    | Zweden              | Team DSM                         |
| Mie Bjørndal Ottestad | 17-07-1997    | Noorwegen           | Andy Schleck-CP NVST-Immo Losch  |
| Anne Dorthe Ysland    | 09-04-2002    | Noorwegen           | Coop-Hitec Products              |

*vanaf 28/06

## Overwinningen
| Nationale kampioenschappen wielrennen Finland - tijdrit: Anniina Ahtosalo Finland - wegrit: Anniina Ahtosalo Verenigde Koninkrijk - tijdrit: Joscelin Lowden |

BikeExchange Jayco · Canyon-SRAM · DSM · EF Education-TIBCO-SVB · FDJ Nouvelle-Aquitaine Futuroscope · Human Powered Health · Jumbo-Visma · Liv Racing Xstra  · Movistar · Roland Cogeas Edelweiss Squad · SD Worx · Trek-Segafredo · UAE Team ADQ · Uno-X
Mannen: 2020 · 2021 · 2022 · 2023 · 2024 · 2025
Vrouwen: 2022 · 2023 · 2024 · 2025